# نيجمة جنوبية
نيجمة جنوبية (الاسم العلمي: Geastrum australe) هو نوع من الفطريات يتبع جنس النيجمة من الفصيلة النيجمية. سمي هذا النوع بالجنوبية (باللاتينية: australe) نسبة إلى النصف الجنوبي للكرة الأرضية.